# Belstead
Belstead är en by (village) och en civil parish i Babergh i Suffolk i sydöstra England. Orten har 189 invånare. Den har en kyrka.